# الانتخابات البرلمانية الأرمينية 2021
أُجريت انتخابات برلمانية مبكرة في أرمينيا في 20 يونيو 2021. حيث كان من المقرر مبدئيًا إجراء الانتخابات في 9 ديسمبر 2023، ولكن تمت الدعوة لها في وقت سابق بسبب الأزمة السياسية المستمرة في أعقاب حرب ناغورنو كاراباخ عام 2020 ومحاولة الانقلاب في فبراير 2021.
كان نيكول باشينيان هو رئيس الوزراء منذ عام 2018، وقد استقال من منصبه في أبريل 2021 وبعد ذلك جرى حل الجمعية الوطنية السابعة لأرمينيا في 10 مايو. استمر باشينيان في العمل رئيسًا للوزراء بالوكالة حتى إجراء الانتخابات. وحصل حزب العقد المدني الحاكم بقيادة باشينيان على 53.97٪ من الأصوات وحصل على 72 مقعدًا، وهي أغلبية في البرلمان. حلت مجموعة تحالف أرمينيا المعارضة في المرتبة الثانية بـ27 مقعدا، وفاز تحالف «لدي شرف» بـ 6 مقاعد. لم يصل أي حزب أو تحالف آخر إلى عتبة الأصوات المطلوبة للفوز بمقعد. ذكرت المعارضة أنه كان هناك تزوير انتخابي أثناء الانتخابات، بينما قيمت منظمة الأمن والتعاون في أوروبا الانتخابات بأنها «شابها خطاب تحريضي بشكل متزايد» ولكنها «إيجابية بشكل عام».

## خلفية
بعد ستة أسابيع من الحرب مع أذربيجان، في 9 نوفمبر 2020، توصل رئيس الوزراء باشينيان والرئيس الأذربيجاني إلهام علييف والرئيس الروسي فلاديمير بوتين إلى اتفاق لوقف إطلاق النار. بعد الإعلان عن هذا الاتفاق، اندلعت احتجاجات عنيفة في يريفان. وجرى اقتحام الجمعية الوطنية وتعرض رئيسها أرارات ميرزويان للضرب من قبل المحتجين الغاضبين.
واجه باشينيان دعوات مستمرة لاستقالته وتجمعات حاشدة تطالبه بالتنحي. في 25 فبراير 2021، طالب رئيس الأركان العامة للقوات المسلحة الأرمينية أونيك جاسباريان وأكثر من 40 من كبار الجنرالات باستقالة باشينيان، والتي وصفها بأنها محاولة انقلاب، مما تسبب في أزمة سياسية انتهت بإقالة جاسباريان.
في 25 أبريل 2021، أعلن باشينيان استقالته الرسمية، مما أدى إلى حل الجمعية الوطنية والدعوة لإجراء انتخابات مبكرة في 20 يونيو من ذلك العام.

## النظام الانتخابي
يجري انتخاب أعضاء الجمعية الوطنية ذات الغرفة الواحدة من خلال التمثيل النسبي لقائمة الأحزاب. عدد المقاعد لا يقل عن 101، وترتفع عند الحاجة إلى تخصيص مقاعد إضافية. يجري تخصيص المقاعد باستخدام طريقة هوندت مع حد انتخابي بنسبة 5٪ للأحزاب و 7٪ للتحالفات متعددة الأحزاب. ومع ذلك، ستدخل ثلاث مجموعات سياسية على الأقل إلى البرلمان، بغض النظر عن أداء ثالث أفضل حزب أو تحالف.
يتم تخصيص المقاعد للأحزاب باستخدام حصتها الوطنية من الأصوات. هناك أربعة مقاعد محجوزة للأقليات القومية (الآشوريون والأكراد والروس واليزيديون)، مع وجود قوائم منفصلة للمجموعات الأربع. تتطلب حصة النوع في أي قسم علوي من القائمة الحزبية أن يتضمن 33٪ على الأقل من المرشحين من كلا الجنسين.
إذا حصل حزب ما على أغلبية الأصوات لكنه فاز بأقل من 54٪ من المقاعد، فسيتم منحه مقاعدًا إضافيًا لمنحه 54٪ من الإجمالي. إذا فاز أحد الأطراف بأكثر من ثلثي المقاعد، فسيتم منح الأحزاب الخاسرة التي تجاوزت العتبة مقاعد إضافية مما يقلل من حصة مقاعد الحزب الفائز إلى الثلثين. إذا لم يتم تشكيل الحكومة في غضون ستة أيام من إعلان النتائج الأولية، فيجب إجراء جولة إعادة بين الحزبين الرئيسيين في اليوم الثامن والعشرين. سيحصل الحزب الفائز في جولة الإعادة على المقاعد الإضافية المطلوبة لأغلبية 54٪، مع الحفاظ على جميع المقاعد المخصصة في الجولة الأولى.

## جائحة كوفيد -19
في مواجهة وباء كورونا في أرمينيا، نفذت الحكومة تدابير صحية غير متسقة. لا ينص قانون الانتخابات على التصويت عبر البريد أو التصويت المبكر.

## الجدول الزمني
طُلب من الأطراف والتحالفات المشاركة تقديم الطلبات مع جميع الوثائق الداعمة بحلول الساعة 18:00 يوم 26 مايو. سُجِّلت القوائم الانتخابية للأحزاب السياسية وتحالفات الأحزاب بحلول 31 مايو.
جرت الحملة الانتخابية الرسمية في الفترة من 7 إلى 18 يونيو. تم التصويت في 20 يونيو من الساعة 8 صباحًا حتى 8 مساءً.

## القوى السياسية المشاركة
قدمت أربعة تحالفات و23 حزبا وثائق إلى اللجنة الانتخابية المركزية في أرمينيا من أجل التسجيل في الانتخابات. وتعد هذه زيادة كبيرة في عدد الأحزاب المتنافسة، حيث تنافست تسعة أحزاب وتحالفان فقط في الانتخابات البرلمانية التي أجريت قبل ذلك بعامين. تم تأسيس العديد من الأحزاب وجميع التحالفات في عام 2020 أو 2021 بعد هزيمة أرمينيا في حرب ناغورنو كاراباخ عام 2020. وشارك في الانتخابات أربعة تحالفات و21 حزبا.

## رفض المشاركة أو فشل في التسجيل
قرر حزب النهضة المسيحي الديمقراطي سحب طلبه للمشاركة في الانتخابات ككيان مستقل. وبدلاً من ذلك، يشارك الحزب ضمن تحالف شيرينيان-باباجانيان للديمقراطيين.
في 7 يونيو، قال زعيم حزب النسور أرمينيا الموحدة الأرميني إن حزبه أوقف حملته الانتخابية ولن يشارك في الانتخابات. ودعا إلى إلغاء الانتخابات بشكل عام حتى تحرير المناطق الحدودية لأرمينيا من الاحتلال الأذربيجاني.

## بعثات مراقبة الانتخابات الأجنبية
سجلت ثماني بعثات مراقبة، من بينها منظمو الأمن والتعاون الأوربية OSCE / ODIHR ورابطة الدول المستقلة CIS، لمراقبة الانتخابات. وصل ما مجموعه 250 مراقبا لفترات قصيرة من ODHIR و 70 مراقبا من بلدان رابطة الدول المستقلة لمراقبة الانتخابات.
كانت هناك 8 بعثات مراقبة في الانتخابات البرلمانية 2018 و 6 بعثات في الانتخابات البرلمانية لعام 2017.

## النتائج
في مساء يوم 20 يونيو، أعلن تيغران موكوتشيان، رئيس لجنة الانتخابات المركزية، النتائج الأولية؛ كان حزب باشينيان العقد المدني يتقدم بنسبة 58.5% من الأصوات و 72 مقعدًا في الجمعية الوطنية، أي أقل بـ 16 مقعدًا من عام 2018، بينما حصل تحالف أرمينيا للرئيس السابق روبرت كوتشاريان على 18.8% بـ 27 مقعدًا. القوة السياسية الثالثة كانت «تحالف عندي شرف»، بنسبة 5.23% بـ 6 مقاعد.
أعلن القائم بأعمال رئيس الوزراء نيكول باشينيان فوزه في الانتخابات المبكرة، لكن تحالف كوتشاريان بعد لحظات رفض النتيجة، قائلاً إنه لن يعترف بالنتائج حتى تتم معالجة مخالفات التصويت المزعومة. من ناحية أخرى، قال تيغران موكوتشيان «بشكل عام، أجريت الانتخابات وفقا لتشريعات البلاد».
ودعا الرئيس أرمين سركيسيان مواطنيه إلى التحلي بالسلمية، لأنه سيكون من غير المقبول «تجاوز الحدود السياسية والأخلاقية، وتصعيد الموقف وإثارة الكراهية والعداء».
في 21 يونيو، أكدت لجنة الانتخابات المركزية النتائج. حيث حصل العقد المدني بالتأكيد على 53.96% من الأصوات و 72 مقعدًا، وحصل تحالف أرمينيا على 21.06% من الأصوات و 27 مقعدًا، بينما ظل تحالف «عندي شرف» عند 5.23% من الأصوات التي تم احتسابها كنتائج أولية.

في 22 يونيو، صرح كوتشاريان في مقابلة، وفي مواجهة التكهنات بأن نواب تحالف أرمينيا المنتخبين لن يقبلوا المنصب في محاولة لمقاطعة البرلمان، أنه يعتقد أنه يجب عليهم قبوله ولكن «لا أرى نفسي في البرلمان». وأكد في نفس الوقت أن التحالف سيقدم قريبا للمحكمة الدستورية تقريرا يثبت وجود انتهاكات للإجراءات الانتخابية. كما اعترف بأن سبب هزيمته قد يكون قلة العمل أثناء الحملة في المناطق الريفية.
|                                   |                                            |           |        |         |     |
| الحزب                             | الحزب                                      | الأصوات   | %      | المقاعد | +/– |
|                                   | العقد المدني                               | 687٬414   | 53.96  | 72      | –16 |
|                                   | Armenia Alliance                           | 268٬300   | 21.06  | 27      | New |
|                                   | I Have Honor Alliance                      | 66٬647    | 5.23   | 6       | New |
|                                   | أرمينيا المزدهرة                           | 50٬419    | 3.96   | 0       | –26 |
|                                   | Hanrapetutyun Party                        | 38٬730    | 3.04   | 0       | 0   |
|                                   | Armenian National Congress                 | 19٬690    | 1.55   | 0       | 0   |
|                                   | Shirinyan-Babajanyan Alliance of Democrats | 19٬145    | 1.50   | 0       | 0   |
|                                   | National Democratic Pole                   | 18٬773    | 1.47   | 0       | New |
|                                   | Bright Armenia                             | 15٬571    | 1.22   | 0       | –18 |
|                                   | 5165 National Conservative Movement Party  | 15٬546    | 1.22   | 0       | New |
|                                   | Liberal Party                              | 14٬935    | 1.17   | 0       | New |
|                                   | Homeland of Armenians Party                | 13٬119    | 1.03   | 0       | New |
|                                   | Armenia is Our Home Party ‏                 | 12٬164    | 0.95   | 0       | New |
|                                   | Democratic Party of Armenia                | 5٬021     | 0.39   | 0       | 0   |
|                                   | Awakening National Christian Party         | 4٬623     | 0.36   | 0       | New |
|                                   | Free Homeland Alliance                     | 4٬136     | 0.32   | 0       | New |
|                                   | Fair Armenia Party                         | 3٬922     | 0.31   | 0       | New |
|                                   | Citizen's Decision                         | 3٬773     | 0.30   | 0       | 0   |
|                                   | Sovereign Armenia Party                    | 3٬561     | 0.28   | 0       | New |
|                                   | European Party of Armenia                  | 2٬786     | 0.22   | 0       | New |
|                                   | Freedom Party                              | 1٬844     | 0.14   | 0       | New |
|                                   | Rise Party                                 | 1٬259     | 0.10   | 0       | New |
|                                   | United Homeland Party                      | 957       | 0.08   | 0       | New |
|                                   | All-Armenian National Statehood Party      | 803       | 0.06   | 0       | 0   |
|                                   | National Agenda Party                      | 721       | 0.06   | 0       | New |
| المجموع                           | المجموع                                    | 1٬273٬859 | 100.00 | 105     | –27 |
|                                   |                                            |           |        |         |     |
| الأصوات الصحيحة                   | الأصوات الصحيحة                            | 1٬273٬859 | 99.63  |         |     |
| الأصوات الباطلة والفارغة          | الأصوات الباطلة والفارغة                   | 4٬682     | 0.37   |         |     |
| مجموع الأصوات                     | مجموع الأصوات                              | 1٬278٬541 | 100.00 |         |     |
| الناخبين المسجلين ومعدل الإقبال   | الناخبين المسجلين ومعدل الإقبال            | 2٬595٬334 | 49.26  |         |     |
| المصدر: Yerkir Media, Factor, CEC |                                            |           |        |         |     |

## التفاعلات
الدولية
- منظمة الأمن والتعاون في أوروبا: قالت منظمة الأمن والتعاون في أوروبا في بيان لها إن الانتخابات كانت «تنافسية وتتم إدارتها بشكل جيد في إطار زمني قصير». لاحظ مراقبو منظمة الأمن والتعاون في أوروبا أنهم «تميزوا بالاستقطاب الشديد وشابت الخطاب الملتهب بشكل متزايد بين المتنافسين الرئيسيين» لكنهم قيموا يوم الانتخابات وفرز الأصوات «بشكل إيجابي بشكل عام».[32]
- الاتحاد الأوروبي: أعرب رئيس المجلس الأوروبي، شارل ميشيل، عن «تهانيه الحارة لنيكول باشينيان بفوزه في الانتخابات. وقال أن الاتحاد الأوروبي يقف إلى جانب أرمينيا في دعم تعميق الإصلاحات. كما أننا مستعدون لزيادة دعم الاستقرار الإقليمي والتسوية الشاملة للصراع»[33]
- الولايات المتحدة: أصدرت وزارة الخارجية الأمريكية بيانًا صحفيًا يهنئ فيه الشعب الأرميني ويقر بأن «حقوق الإنسان والحريات الأساسية للناخبين كانت تُحترم عمومًا، وكان المتنافسون قادرين على القيام بحملاتهم بحرية، وأن مكتب المؤسسات الديمقراطية وحقوق الإنسان اعتبر عد الأصوات في يوم الانتخابات أمرًا إيجابيًا.» كما دعا إلى «احترام نتائج هذه الانتخابات بمجرد المصادقة عليها، واستخدام عملية التظلم القانوني للانتخابات لمعالجة القضايا المثيرة للقلق، وتجنب الانتقام السياسي».[34]
- روسيا: قال السكرتير الصحفي للكرملين ديمتري بيسكوف إن باشينيان حقق «نصرًا مقنعًا».[35]